# شهر برای من نیست
شهر برای من نیست (اسپانیایی: La ciudad no es para mí‎) یک فیلم اسپانیایی کمدی به کارگردانی پدرو لاثاگا است که در سال ۱۹۶۶ منتشر شد.این فیلم پرفروش‌ترین فیلم در سینمای اسپانیا در سال ۱۹۶۸ با فروش گیشه بیش از ۶۵٬۶۴۵٬۶۹۶ پزوتا بود.

## بازیگران
- فرانسیسکو مارتینس سریا
- ادواردو فاخاردو
- کریستینا گالبو
- آلفردو لاندا
- خوزه ساکریستان
- مارگوت کوتنس
- ماریا لوئیسا پونته
- سانچو گراسیا
- آنتونیو مایانس